# Wybory prezydenckie w Rosji w 2012 roku

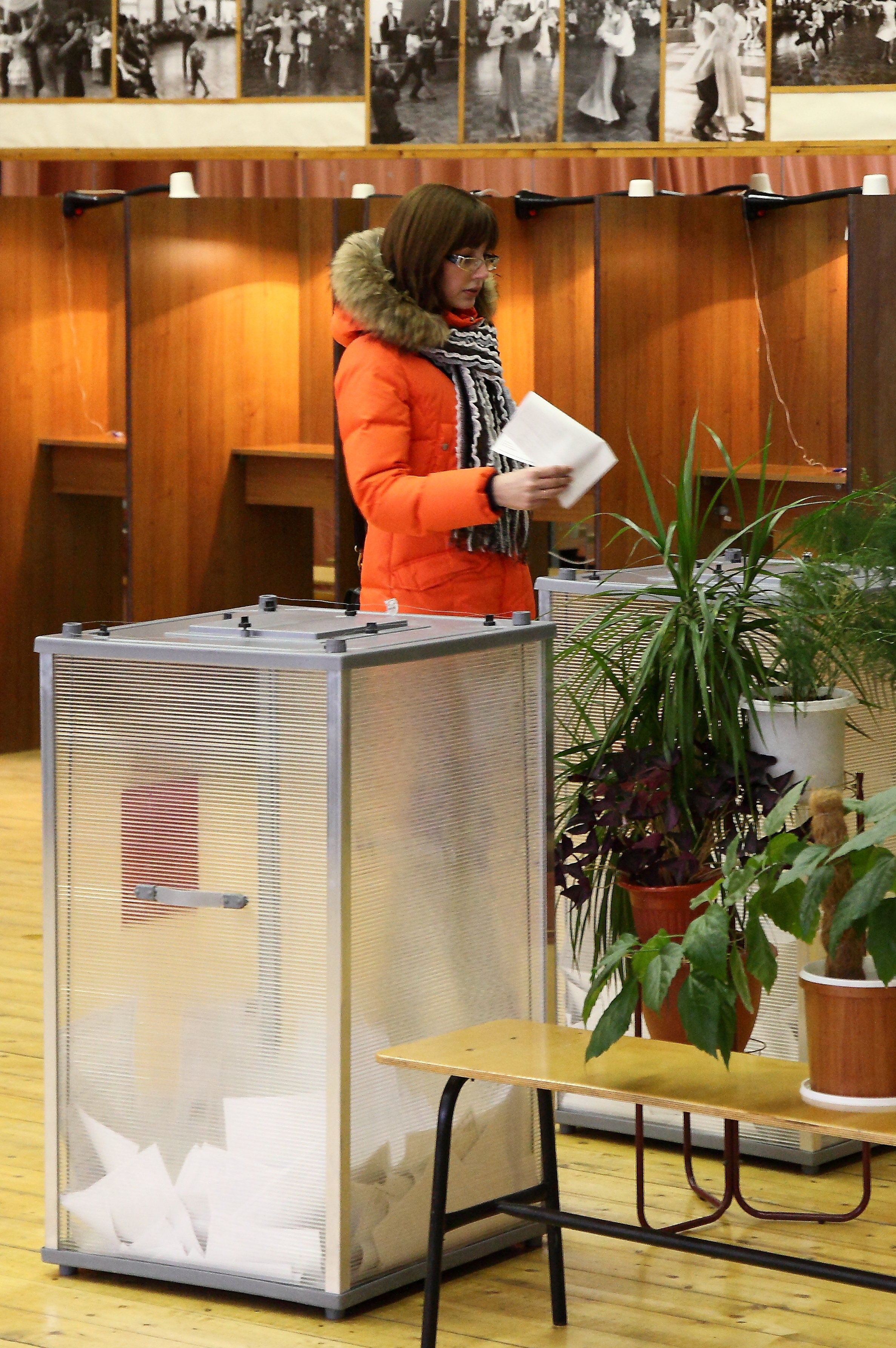
Głosowanie w wyborach prezydenckich w Rosji 2012-03-04

Wybory prezydenckie w Rosji w 2012 roku odbyły się 4 marca 2012. Rosjanie wybrali  pierwszy raz na 6-letnią kadencję głowę państwa (dotąd trwały 4 lata). Zwycięzca, Władimir Putin, został zaprzysiężony 7 maja 2012 r.

## Kandydaci
Lista kandydatów oficjalnie zarejestrowanych przez Centralną Komisję Wyborczą (CKW):
| Portret | Imię i nazwisko     | wiek | Partia                                    | Aktualnie zajmowane stanowisko                            |
| ------- | ------------------- | ---- | ----------------------------------------- | --------------------------------------------------------- |
|         | Siergiej Mironow    | 59   | Sprawiedliwa Rosja                        | Przewodniczący Rady Federacji Rosyjskiej                  |
|         | Michaił Prochorow   | 46   | niezależny                                | Biznesmen, inwestor                                       |
|         | Władimir Putin      | 59   | Jedna Rosja                               | Premier Federacji Rosyjskiej                              |
|         | Giennadij Ziuganow  | 67   | Komunistyczna Partia Federacji Rosyjskiej | Przewodniczący Komunistycznej Partii Federacji Rosyjskiej |
|         | Władimir Żyrinowski | 65   | Liberalno-Demokratyczna Partia Rosji      | Wiceprzewodniczący Dumy Państwowej Lider LDPR             |

### Kandydaci niezarejestrowani
18 grudnia 2011 Centralna Komisja Wyborcza Federacji Rosyjskiej odmówiła rejestracji jedenastu kandydatom.   Odmowną decyzję CKW otrzymali: Grigorij Jawlinski, Eduard Limonow, Leonid Iwaszow, Dmitrij Mezencew, Nikolaj Lewaszow, Boris Mironow, Swietłana Peunowa, Wiktor Czerepkow, Rinat Khamiew, Dmitrij Berdnikow i Lidia Bednaja.

## Wyniki
Wybory prezydenckie w pierwszej turze przy frekwencji wyborczej 65,25% wygrał Władimir Putin kandydat Jednej Rosji uzyskawszy 63,30% ważnie oddanych głosów.
| Kandydat            | Partia             | Głosy      | %      |
| ------------------- | ------------------ | ---------- | ------ |
| Władimir Putin      | Jedna Rosja        | 45 602 075 | 63,30% |
| Giennadij Ziuganow  | KPFR               | 12 318 353 | 17,18% |
| Michaił Prochorow   | Niezależny         | 5 722 508  | 7,98%  |
| Władimir Żyrinowski | LDPR               | 4 458 103  | 6,22%  |
| Siergiej Mironow    | Sprawiedliwa Rosja | 2 763 935  | 3,85%  |
| głosy ważne         | głosy ważne        | 70 864 974 | 98,53% |
| głosy nieważne      | głosy nieważne     | 836 691    | 1,47%  |
| Razem               | Razem              | 71 701 665 | 100%   |
| Frekwencja          | Frekwencja         | -          | 65,25% |